# Reaction Control System
Pour les articles homonymes, voir RCS.
 (décembre 2024).
Si vous disposez d'ouvrages ou d'articles de référence ou si vous connaissez des sites web de qualité traitant du thème abordé ici, merci de compléter l'article en donnant les références utiles à sa vérifiabilité et en les liant à la section « Notes et références ».

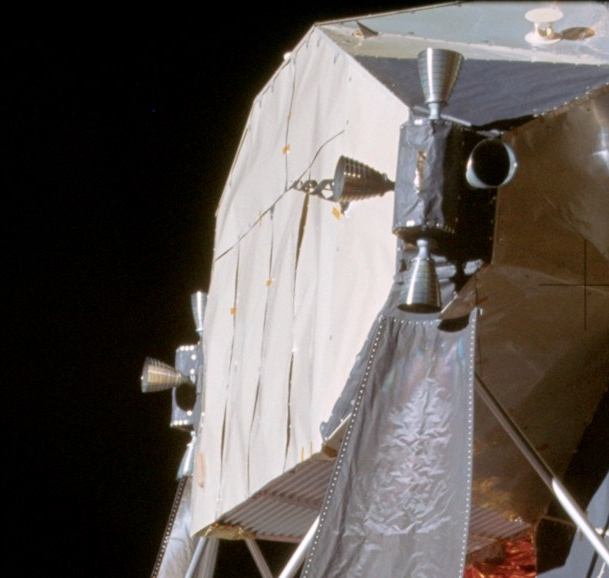
Les propulseurs RCS sur le module lunaire Apollo.

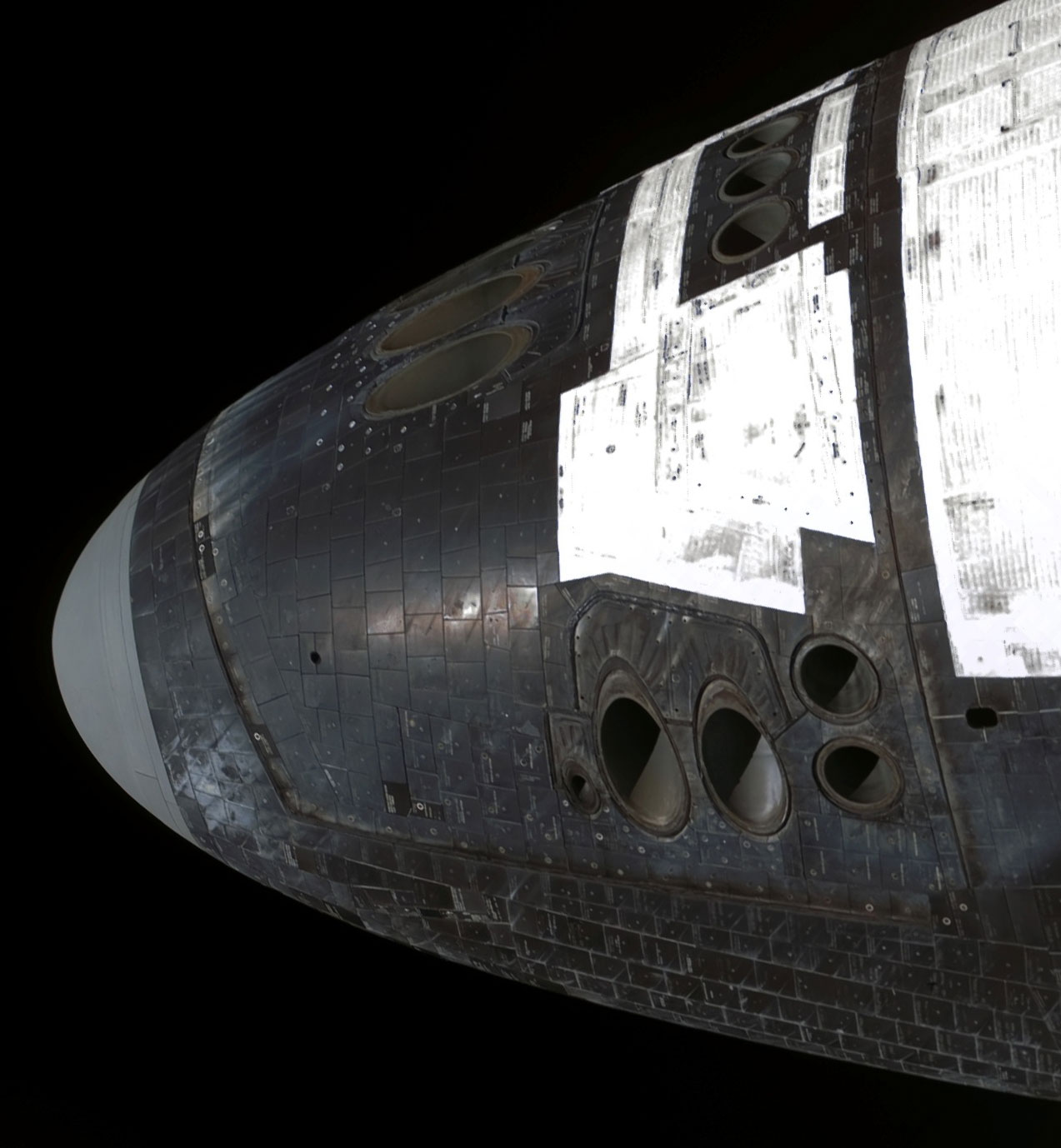
Les propulseurs RCS sur la navette spatiale américaine.

En astronautique, un Reaction Control System (RCS), parfois dénommé système de commande par réaction ou système de pilotage par jets de gaz en français, est un sous-système d'un véhicule spatial qui a pour but d'orienter le vaisseau dans l'espace, et à fournir des poussées faibles et précises afin d'ajuster finement son orbite ou sa trajectoire.

## Description
En l'absence d'atmosphère, l'utilisation de systèmes à réaction est le moyen le plus largement utilisé pour assurer une rotation du vaisseau sur ses trois degrés de liberté. Ce système se présente donc sous la forme d'un ensemble de petits propulseurs, des moteurs vernier, situés aux extrémités du vaisseau, et orientés dans toutes les directions.
En mode « rotation », le vaisseau est capable de pivoter sur n'importe quel de ses axes, avec une vitesse de rotation quelconque, en utilisant une combinaison de ces propulseurs, sans changer la trajectoire du vaisseau. 
En mode « translation » le vaisseau ne pivote pas, mais peut accélérer dans n'importe quelle direction sans changer son orientation, en utilisant une combinaison différente de ces mêmes propulseurs, changeant ainsi sa trajectoire ou son orbite.

## Utilisation
Le RCS est utilisé pour :
- la commande d'attitude pendant la rentrée atmosphérique, ou pour maintenir le satellite ou vaisseau dans une orientation précise par rapport à la Terre ou l'espace ;
- pour maintenir l'altitude et la forme d'une orbite, ou pour corriger une trajectoire ;
- pour les approches lors d'un rendez-vous spatial ;
- pour la commande de l'orientation du vaisseau ;
- en tant que moyen de secours pour la désorbitation ;
- en tant que moteurs de tassement pour démarrer l'alimentation en carburants d'un moteur principal.

## Fonctionnement

Fonctionnement du RCS
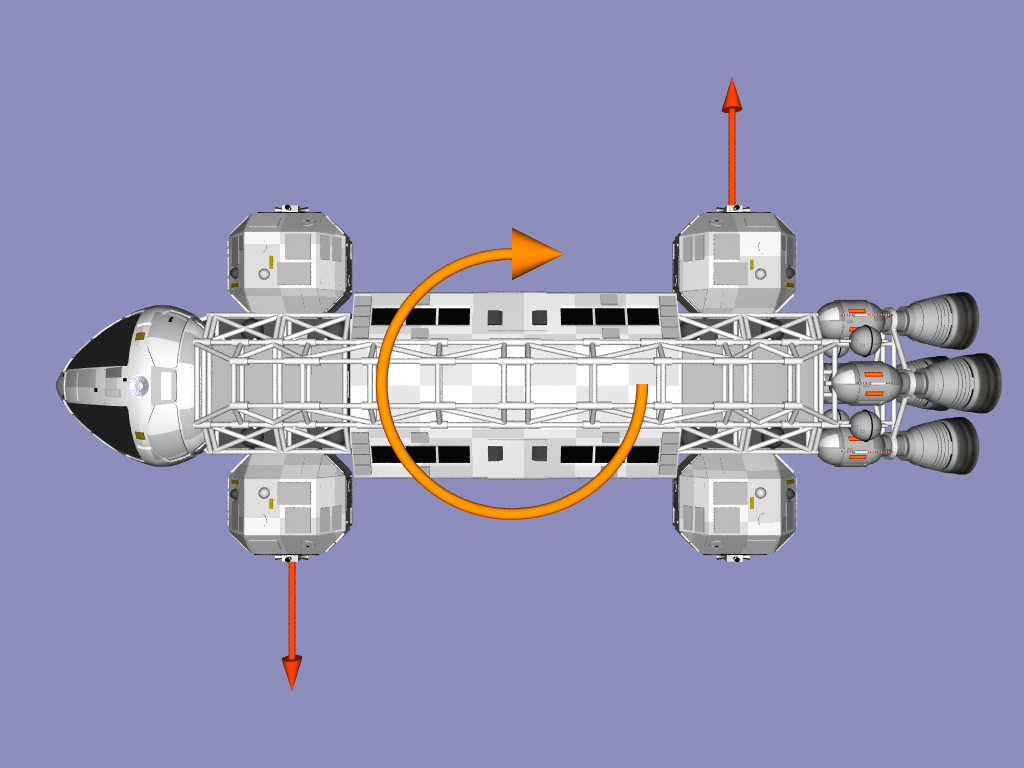
RCS en mode rotation : on obtient une rotation du véhicule avec une poussée des moteurs RCS opposés.
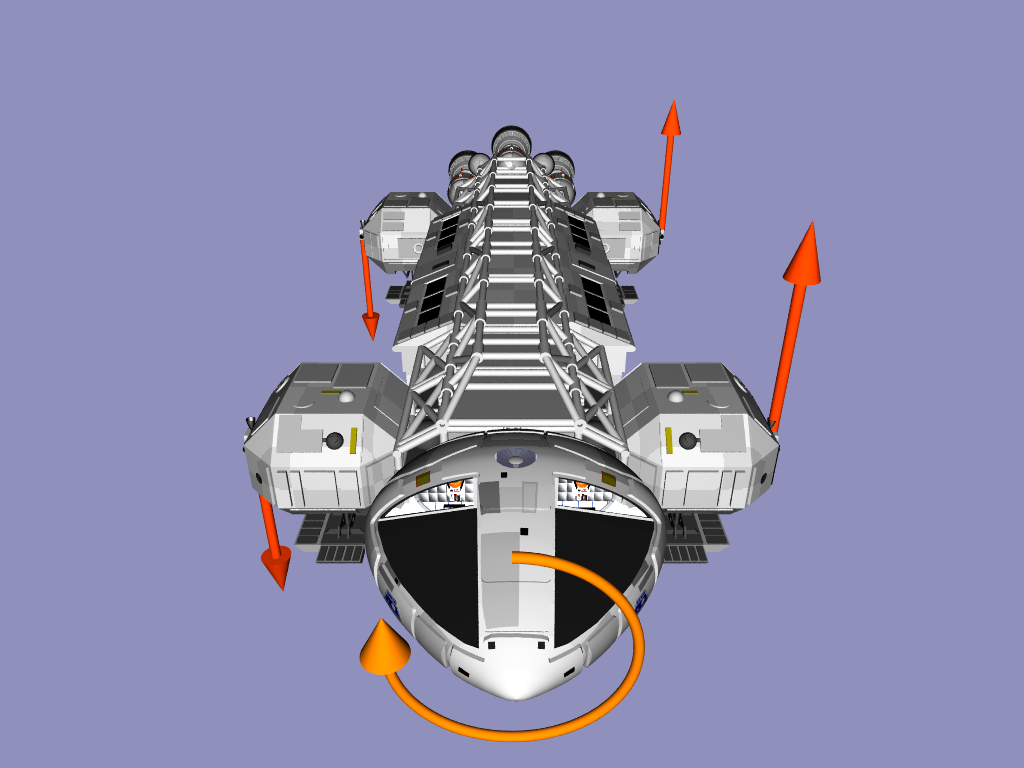
RCS en mode rotation : idem sur un autre axe de rotation.
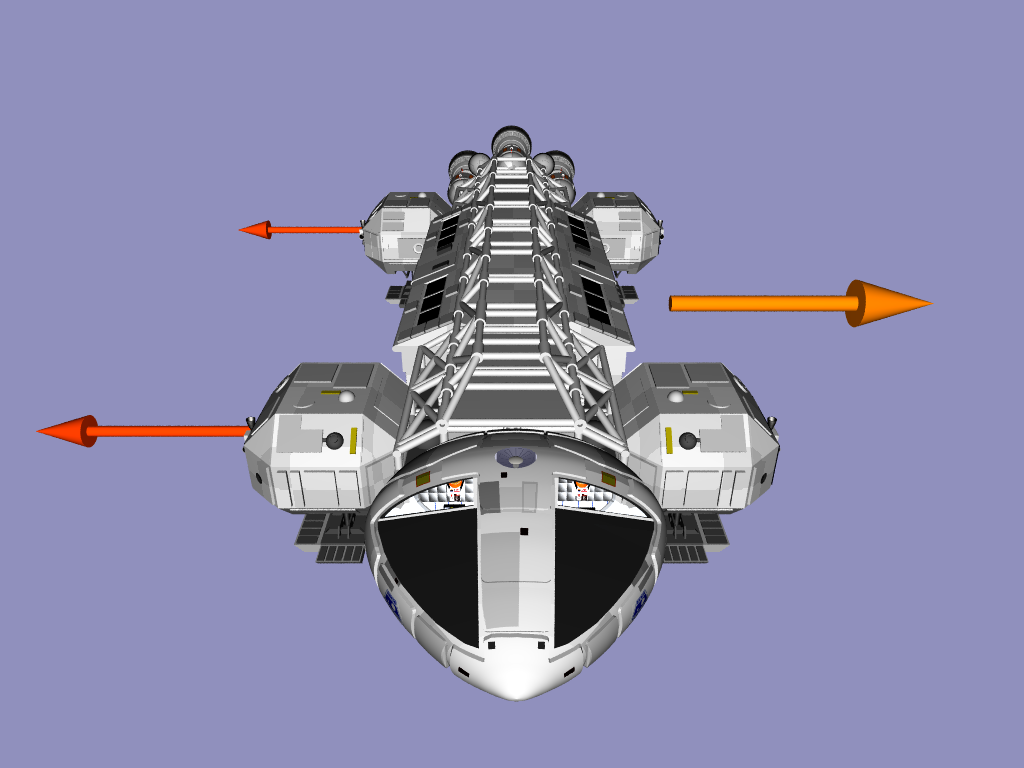
RCS en mode translation: une translation est obtenue avec une poussée des moteurs RCS de la même orientation.